# Eetu Vertainen
Eetu Vertainen (* 11. Mai 1999 in Espoo) ist ein finnischer Fußballspieler. Mit der finnischen U19-Nationalmannschaft nahm er 2018 an der Europameisterschaft in seinem Heimatland teil.

## Karriere

### Verein
Eetu Vertainen spielte bis zum Jahr 2016 in der Jugend des finnischen Rekordmeisters HJK Helsinki. Danach spielte er zwei Jahre bei dem als Reservemannschaft dienenden Klubi 04 in der Kakkonen. Nachdem er in der Saison 2017 in 21 Spielen elf Tore erzielt hatte, ging der Stürmer zurück zu seinem Stammverein. Dort kam er im weiteren Jahresverlauf zu einem Einsatz für HJK gegen Rovaniemi PS. Die erste Jahreshälfte 2018 verbrachte Vertainen als Leihspieler bei Klubi 04 der nach seiner Berufung zu HJK in die Ykkönen aufgestiegen war. In sechs Partien der Saison 2018 gelangen ihm zwei Tore. Nach seiner Rückkehr kam er für HJK nun häufiger zum Einsatz und gewann den Meistertitel und den Pokal. Nachdem er Helsinki am Ende des Jahres 2020 verlassen hatte, ging er in der Spielzeit 2021 zunächst für Tampereen Ilves auf Torejagd. Im September 2021 unterschrieb er einen Zweijahresvertrag in Schottland beim Erstligisten FC St. Johnstone.

### Nationalmannschaft
Eetu Vertainen debütierte im Jahr 2017 für Finnland in der U18-Nationalmannschaft. Nach drei Einsätzen in dieser Altersklasse, debütierte er noch im selben Jahr in der U19. Mit dem Team nahm er ein Jahr später an der Europameisterschaft in seinem Heimatland teil. Dabei kam Vertainen bis zum Vorrundenaus dreimal in der Gruppenphase zum Einsatz und erzielte ein Tor gegen Norwegen. Zwischen 2018 und 2020 spielte er noch in der U21 und konnte in vierzehn Länderspielen ein Tor erzielen.

## Erfolge
- Finnischer Meister: 2017, 2018, 2020
- Finnischer Pokalsieger: 2017, 2020